# Neea
Neea es un género de plantas herbáceas caducas o perennes de la familia Nyctaginaceae. Comprende 142 especies descritas y de estas, solo 72 aceptadas.

## Descripción
Son arbustos o árboles (comúnmente pequeños), sin espinas o brotes espolonados; plantas dioicas. Hojas opuestas o en verticilos de 4 (ocasionalmente alternas y/o subopuestas en algunos nudos), enteras, pecioladas. Inflorescencias paniculadas o tirsoides, terminales, cimas distales de 3 flores sésiles o pediceladas, 1–3 bractéolas pequeñas en la base del tubo del cáliz, ramas de la inflorescencia frecuentemente rojas o morado brillantes; flores funcionalmente imperfectas pero de apariencia perfecta; flores estaminadas con el tubo del cáliz oblongo-, obovoide- u ovoide-urceolado, o tubular-elíptico, con 5 lobos pequeños, estambres (5–) 7–9 (10), filamentos desiguales, connados en la base, incluidos en el tubo del cáliz, pistilodio presente; flores pistiladas comúnmente mucho más pequeñas que las masculinas, cáliz oblongo-urceolado, tubular, panduriforme o elíptico (frecuentemente contraído en el ápice), con 5 lobos pequeños, estaminodios presentes, con anteras no funcionales incluidas en el tubo del cáliz, ovario sésil o angostado en la base, estigma fimbriado, incluido a ligeramente exerto. Antocarpo carnoso, el cáliz tornándose suculento, amarillo brillante, rosado, rojo o morado (parte apical libre del cáliz comúnmente no retenida), eglandular, liso pero con finas estrías longitudinales al secar.

## Taxonomía
El género fue descrito por Ruiz & Pav.  y publicado en Contributions from the United States National Herbarium 12(8): 374–375. 1909. La especie tipo es: Neea verticillata Ruiz & Pav.

## Especies aceptadas
A continuación se brinda un listado de las especies del género Neea aceptadas hasta octubre de 2014, ordenadas alfabéticamente. Para cada una se indica el nombre binomial seguido del autor, abreviado según las convenciones y usos.	
| - Neea acuminatissima - Neea amaruayensis - Neea amplifolia - Neea anisophylla - Neea bernardii - Neea bracteosa - Neea brevipedunculata - Neea cedenensis - Neea choriophylla - Neea clarkii - Neea davidsei - Neea floribunda - Neea glaziovii - Neea grandis - Neea guaiquinimae - Neea huachamacarae - Neea ignicola - Neea laetevirens - Neea liesneri - Neea longipedunculata | - Neea macrophylla - Neea mapourioides - Neea marahuacae - Neea neblinensis - Neea obovata - Neea orosiana - Neea ovalifolia - Neea parimensis - Neea pittieri - Neea psychotrioides - Neea robusta - Neea sebastianii - Neea stenophylla - Neea subglabrata - Neea tenuis - Neea tepuiensis - Neea tristis - Neea urophylla - Neea verticillata |